# Welmlingen
Welmlingen ist ein Ortsteil der Gemeinde Efringen-Kirchen im Landkreis Lörrach. Der ehemals selbstständige Ort ist seit 1974 Teil der Gemeinde Efringen-Kirchen.

## Geografie und Lage
Welmlingen hat eine Haufendorfartige Siedlungsstruktur, die sich im Mündungsbereich von Lettenbach (westlich) und Hasselbach bzw. Engelbach (östlich) erstreckt. Der Siedlungsschwerpunkt befindet sich im  westlichen Teil, wo die beiden Bäche münden und als Engelbach weiter südwärts fließt. Der Ort liegt im Markgräfler Hügelland am Rande des Isteiner Klotzes. Die Bundesstraße 3 zwischen Weil am Rhein und Freiburg im Breisgau (Freiburger Straße) teilt die Siedlung.
Nur wenige hundert Meter benachbart liegen die Teilorte Blansingen westlich und Wintersweiler südlich von Welmlingen.

## Geschichte
Der Ort wurde 1113 nach einer Корialüberlieferung aus dem 16. Jahrhundert erstmals als Wehingen, später als Welmindingen erwähnt. Der Ortsname stammt von einem Personennamen. Im Jahr der Ersterwähnung übergab Walcho von Waldeck den Besitz in Blansingen und Welmlingen an das Kloster St. Blasien. Die Ortsherrschaft war Lehen vom Bischof von Basel. 
1353 wurde die Kirche in Welmlingen erstmals erwähnt; sie war damals die Filialkirche von Blansingen. Der Besitz wurde an das Rittergeschlecht Münch von Münchenstein übergeben und 1368 an die Markgrafschaft Hachberg-Sausenberg verkauft. Die weitere Verwaltung lief parallel mit der von Blansingen. 
1547 wird der Welmlinger Pfad erwähnt, der von Süden eine Landstraße talaufwärts zur Kaltenherberge war. 1571 umfasste der Ort 23 Häuser. Nach Plünderungen  und Flucht der Einwohner wurde der Ort Ende des 17. Jahrhunderts wieder aufgebaut und soll dann 30 bis 35 Häuser umfasst haben. Zu der Zeit verfügte der Ort auch über mehrere laufende Brunnen.
Am 1. Oktober 1974 ging der Ort in die Gemeinde Efringen-Kirchen auf.

## Politik

### Eingemeindung
Im Zuge der Gemeindereform in Baden-Württemberg wurde Welmlingen per 1. Oktober 1974 in die neue Großgemeinde Efringen-Kirchen eingegliedert. 

### Gemeinderat
Efringen-Kirchen hat seit der Gemeindereform 1974 die unechte Teilortswahl und will diese auch beibehalten. Welmlingen steht gemäß Hauptsatzung ein Sitz im Gemeinderat zu.

### Ortschaftsrat
Der Ort hat einen Ortschaftsrat mit 6 Mitgliedern. Ortsvorsteher ist Jörg Weiss.

### Wappen
„In Gold ein vierspeichiges schwarzes Mühlrad.“ Das Wappen wurde erst 1906 angenommen, während  zuvor im Gemeindesiegel ein durchgehendes Kreuz geführt wurde.

## Bevölkerung

### Einwohner
Die Zahl der Einwohner in Welmlingen entwickelte sich wie folgt:
| Jahr | Einwohner |
| ---- | --------- |
| 1852 | 366       |
| 1871 | 389       |
| 1880 | 359       |
| 1890 | 344       |
| 1900 | 311       |
| 1910 | 304       |
| 1925 | 312       |
| 1933 | 284       |

| Jahr | Einwohner |
| ---- | --------- |
| 1939 | 266       |
| 1950 | 306       |
| 1956 | 307       |
| 1961 | 308       |
| 1970 | 279       |
| 2011 | 474       |
| 2022 | 468       |

### Religion

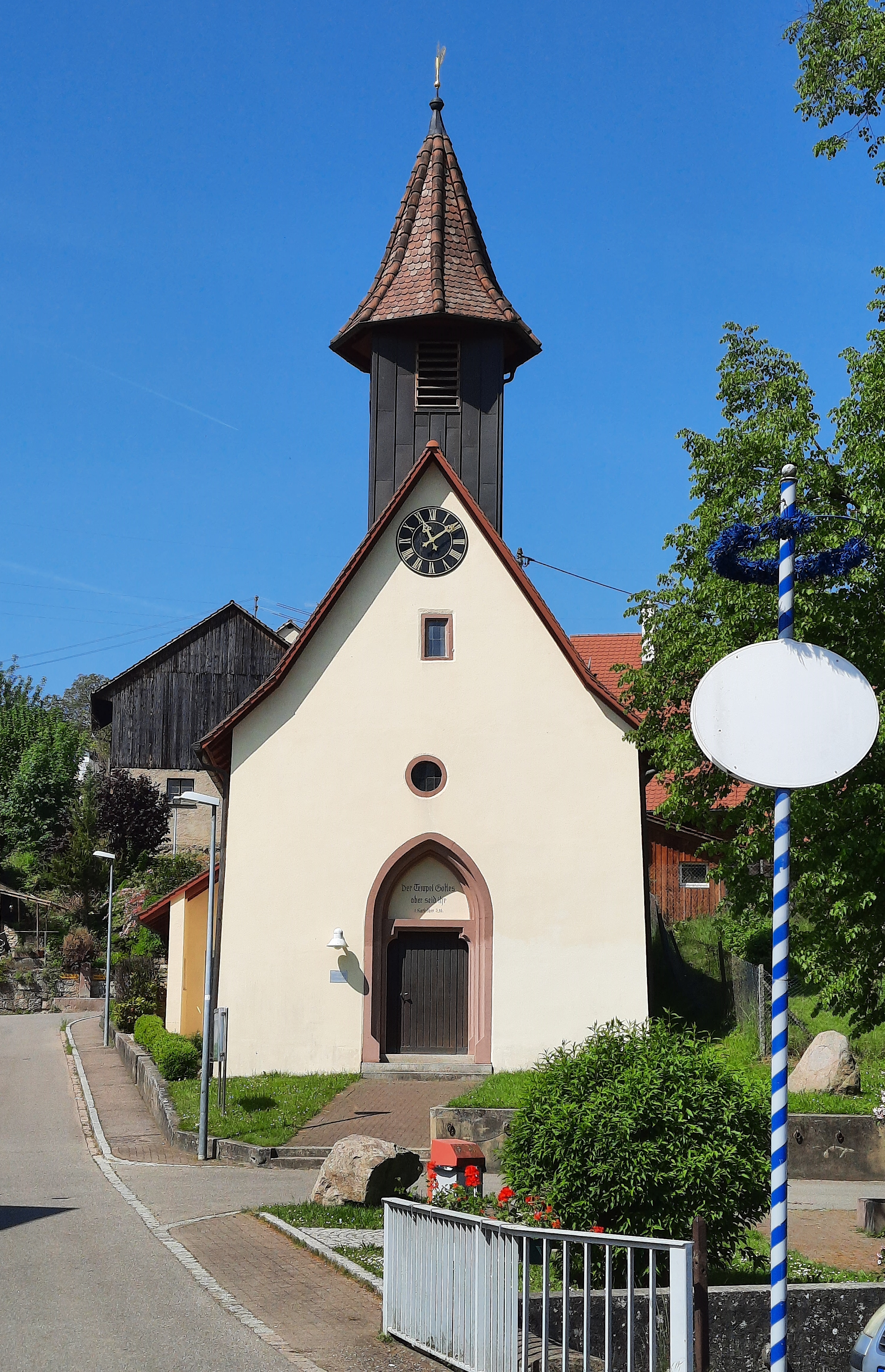
Evangelische St. Cäcilia-Kirche im Ortsteil Welmlingen der Gemeinde Efringen-Kirchen.

Aufgrund der historischen Zugehörigkeit zur Markgrafschaft Baden-Durlach in der 1556 die Reformation im Markgräflerland erfolgte, ist noch immer der weitaus überwiegende Anteil der Bevölkerung evangelisch und gehört zur Kirchengemeinde Blansingen-Welmlingen-Kleinkems. 
Die Cäcilia-Kirche in Welmlingen ist eine Filialkirche der Peterskirche in Blansingen und wurde 1723 auf dem Platz einer älteren Kirche errichtet.
Die Katholiken werden von der Seelsorgeeinheit Kandern-Istein betreut.
Die Zugehörigkeit zu den Religionsgemeinschaften verteilte sich in der Vergangenheit wie folgt:
| Religionszugehörigkeit in Welmlingen | Religionszugehörigkeit in Welmlingen | Religionszugehörigkeit in Welmlingen | Religionszugehörigkeit in Welmlingen |
| Jahr                                 | Religion                             | Religion                             | Religion                             |
| ------------------------------------ | ------------------------------------ | ------------------------------------ | ------------------------------------ |
|                                      | evangelisch                          | katholisch                           | sonstige                             |
| 1858                                 | 96,1 %                               | 3,9 %                                | 0 %                                  |
| 1925                                 | 98,7 %                               | 1,3 %                                | 0 %                                  |
| 1950                                 | 96,7 %                               | 2,9 %                                | 0,3 %                                |
| 1961                                 | 95,5 %                               | 4,2 %                                | 0,3 %                                |
| 1970                                 | 93,5 %                               | 5,4 %                                | 1,1 %                                |

## Bauwerke und Sehenswürdigkeiten
Die Evangelische Kirche Welmlingen aus dem Jahr 1723 befindet sich im westlichen Siedlungsteil. Die kleine Kirche besteht aus einem rechteckigen Saalbau mit Satteldach und einem Dachreiter.

## Persönlichkeiten
- Gerhard Fritz (1921–1984), 1957–1965 Mitglied des Deutschen Bundestages für die CDU